# Brhlovce
Brhlovce (Hongaars: Borfő) is een Slowaakse gemeente in de regio Nitra, en maakt deel uit van het district Levice.
Brhlovce telt 309 inwoners.